# Isocrinida
De Isocrinida vormen een orde van zeelelies (Crinoidea), behorende tot de onderklasse Articulata.

## Families
- Onderorde Isocrinina
  - Cainocrinidae Simms, 1988
  - Isocrinidae Gislén, 1924
  - Isselicrinidae Klikushkin, 1977
  - Proisocrinidae Rasmussen, 1978
- Onderorde Pentacrinitina †
  - Pentacrinitidae Gray, 1842 †